# جورج غوردون (سياسي كندي، مواليد 1888)
جورج غوردون هو سياسي كندي، ولد في 13 أغسطس 1888 في دبلن في جمهورية أيرلندا، وتوفي في 22 فبراير 1971 في برانتفورد في كندا. نشط حزبياً في الحزب الليبرالي في أونتاريو ‏. وقد انتخب عضو برلمان مقاطعة أونتاريو (7 يونيو 1948 – 16 أكتوبر 1967).